# بورك (نيويورك)
بورك (بالإنجليزية: Burke (town), New York)‏ هي منطقة سكنية تقع في الولايات المتحدة في مقاطعة فرانكلن، نيويورك. يقدر عدد سكانها بـ 1,456 نسمة ومساحتها 114.9 كم2 و وترتفع عن سطح البحر 188.06 متر.